# Harold Plenderleith
Harold Plenderleith (19. rujna 1898. – 2. studenog 1997.), škotski konzervator umjetnina i arheolog.

## Životopis
Rođen je u Škotskoj 19. rujna 1898. godine.  Studirao je kemiju, koju je i doktorirao na Sveučilištu Dundee. Godine 1924. počinje raditi u Britanskom muzeju, zajedno s dr. Alexanderom Scottom, u novootvorenom odjelu za znanstvena i industrijska istraživanja. Taj je novi odjel muzeja stvoren zbog problema s umjetninama oštećenima za vrijeme Prvog svjetskog rata koje su bile uskladištene u tunelima londonske podzemne željeznice, odnosno u podrumima samog muzeja te su počele naglo propadati. Scott i Plenderleith počeli su koristiti svoje poznavanje kemije kako bi objasnili razloge propadanja spomenutih umjetnina te kako bi se u Engleskoj započelo sa znanstveno zasnovanom konzervacijom istih. Kao arheolog bio je uključen i u radove na iskapanju Tutankamonove grobnice.
Njegovo je najznačajnije pisano djelo knjiga "The Conservation of Antiquities and Works of Art: Treatment, Repair and Restoration", koja je dugi niz godina bila svojevrstan standard u konzervatorsko-restauratorskoj struci, te je svakako jedna od knjiga iz dotičnog područja s najvećim brojem izdanja. Objavljena je 1956., dotiskana 1962., drugo izdanje je objavljeno 1971. te je dotiskana 1974., 1976., 1979., 1988. i 1989. Svoju prvu knjigu (The preservation of Antiquities) posvećenu ovoj problematici izdao je još 1934.
U mirovinu je otišao 1959. te je potom postao prvi ravnatelj Međunarodnog centra za izučavanje zaštite i restauracije kulturnih dobara u Rimu (ICCROM), na kojem je položaju ostao do 1971. Bio je i jedan od članova utemeljitelja te prvi rizničar prestižnog Međunarodnog centra za zaštitu povijesnih i umjetničkih radova. Za svoj rad primio je brojna priznanja i odlikovanja: Zlatnu medalju društva antikvara 1964., brončanu medalju UNESCO-a 1971., Nagradu konzervatorske službe američkog ministarstva unutarnjih poslova 1976.; nagradu ICCROM-a 1979. Umro je 2. studenog 1997. godine.
Od Plenderleithove smrti Škotsko društvo za zaštitu i restauraciju svake godine organizira predavanje u znak sjećanja na njegov život i djelo. Kako se spomenuto društvo stopilo s više drugih organizacija, a da bi se 2005. osnovao Zavod za zaštitu, danas se predavanje održava pod pokroviteljstvom škotske ICON grupe.